# 孔田镇
孔田镇，是中华人民共和国江西省赣州市安远县下辖的一个乡镇级行政单位。

## 行政区划
孔田镇下辖以下地区：
孔田镇社区、上魏村、下魏村、太平村、高屋村、社山村、和务村、新塘村、上寨村、下河村、下龙村、孔田村和长富村。